# 구천초등학교 용호분교
구천초등학교 용호분교는 경상북도 의성군 구천면에 있었던 초등학교 분교이다.

## 연혁
- 1969년 9월 7일 구천국민학교 용사분교 설립 인가
- 1969년 9월 15일 용사분교장 개교
- 1974년 3월 1일 용사국민학교 승격 인가
- 1974년 3월 4일 용사국민학교 승격 분리
- 1979년 9월 1일 용호국민학교 개칭
- 1994년 9월 1일 구천국민학교 분교장 격하 편입
- 1996년 3월 1일 구천초등학교 용호분교 개편
- 1999년 9월 1일 폐교 및 구천초등학교 통폐합